# Phalaenopsis equestris
Phalaenopsis equestris là một loài thực vật có hoa trong họ Lan. Loài này được (Schauer) Rchb.f. miêu tả khoa học đầu tiên năm 1850.

## Hình ảnh

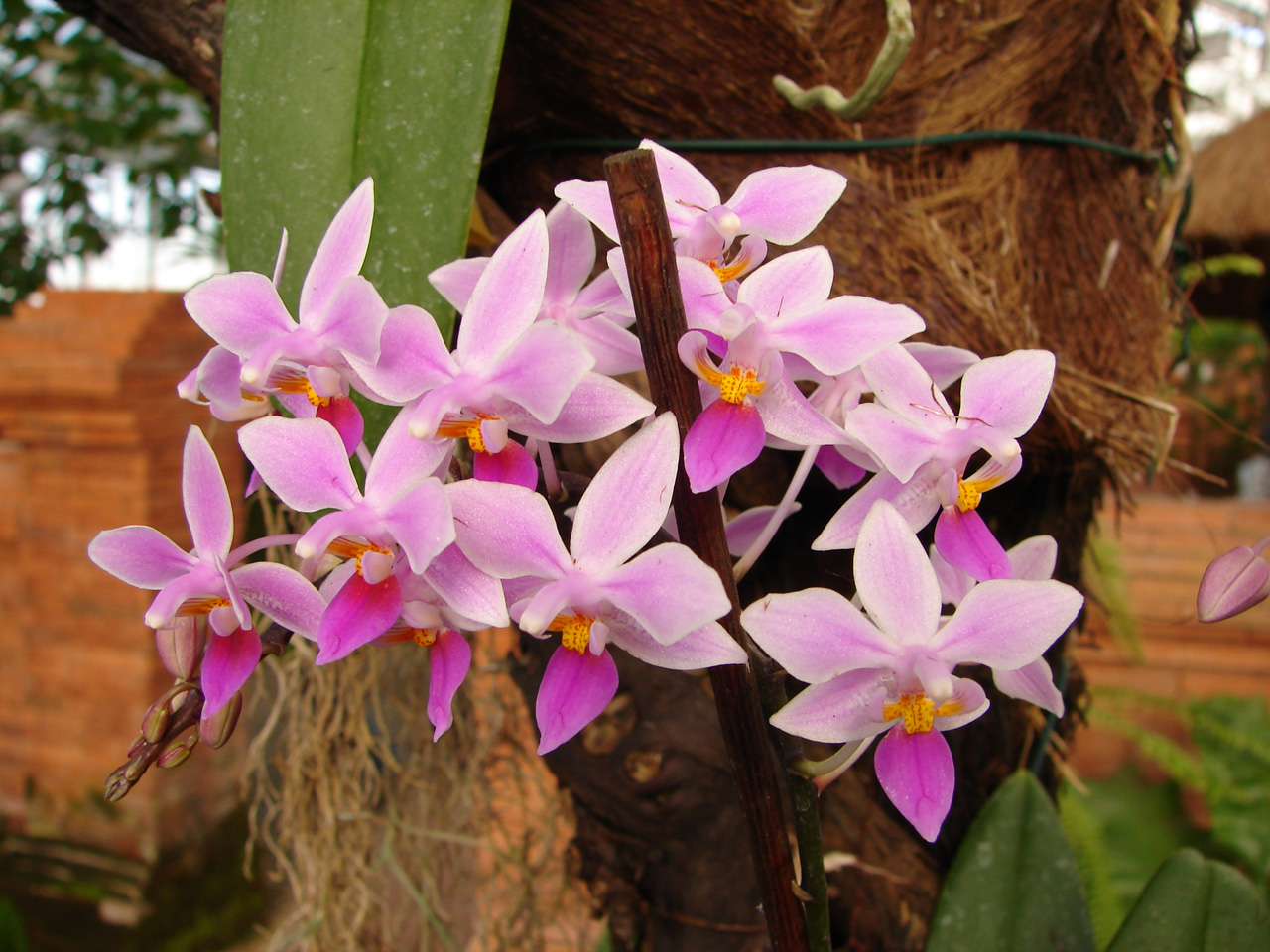
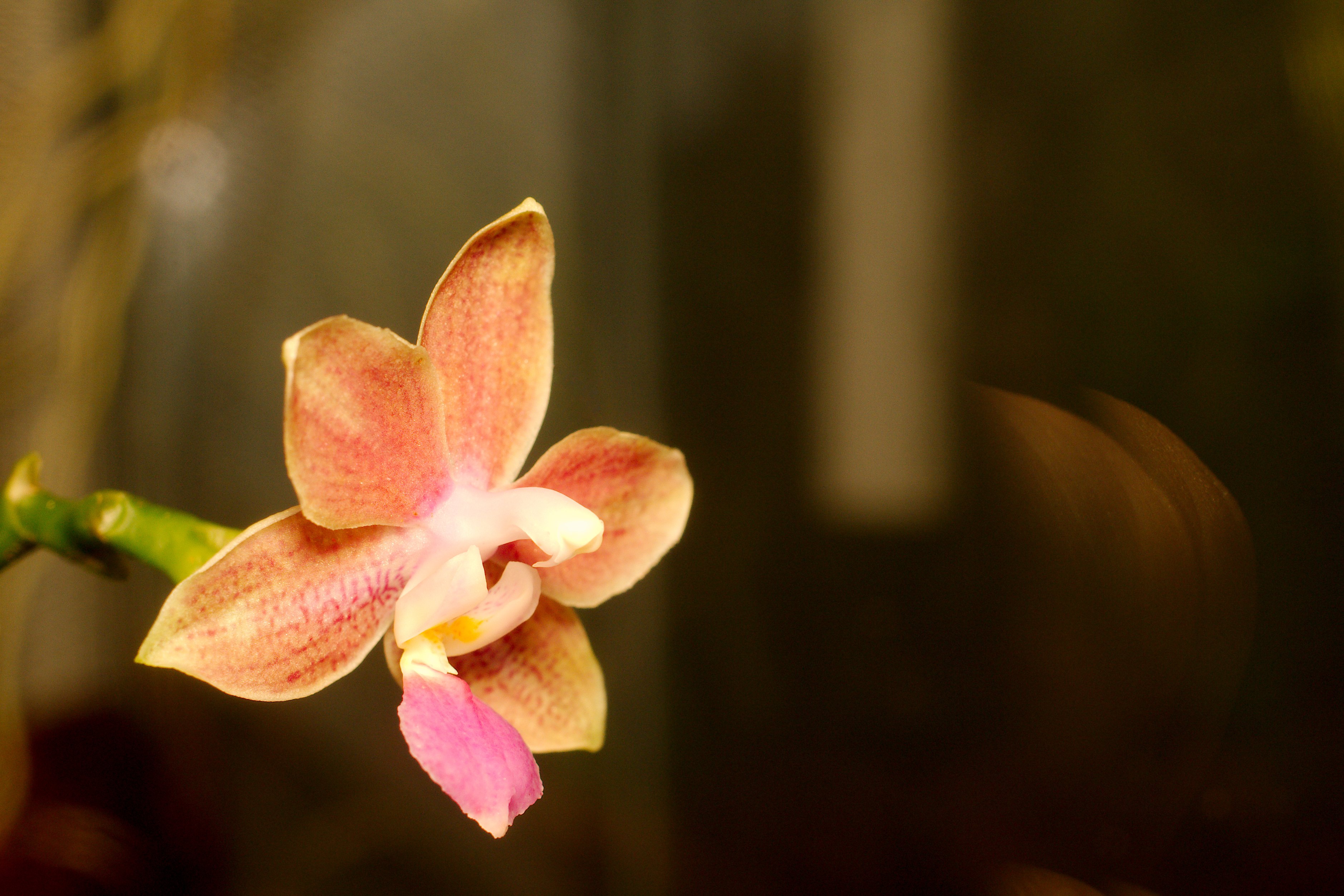
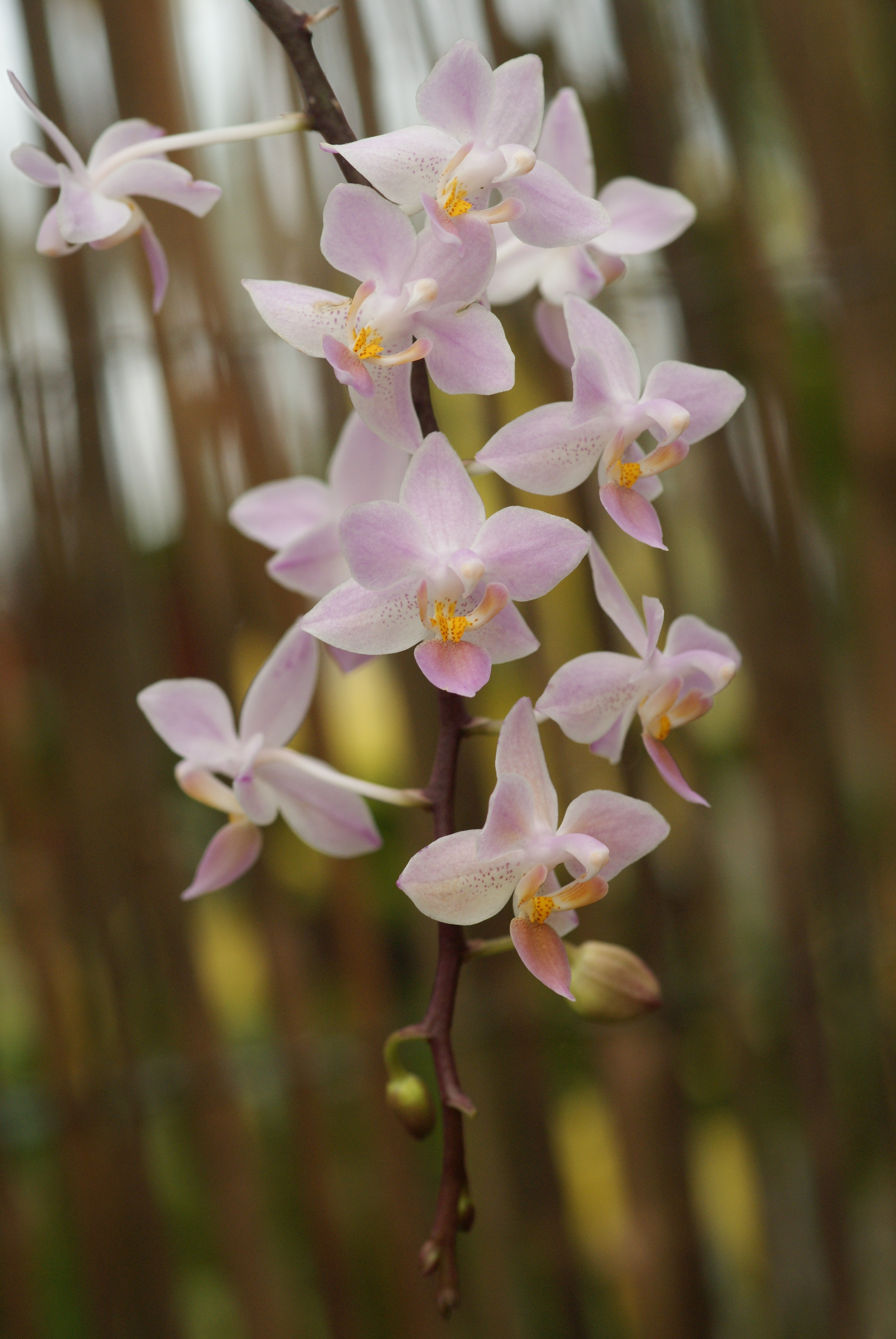
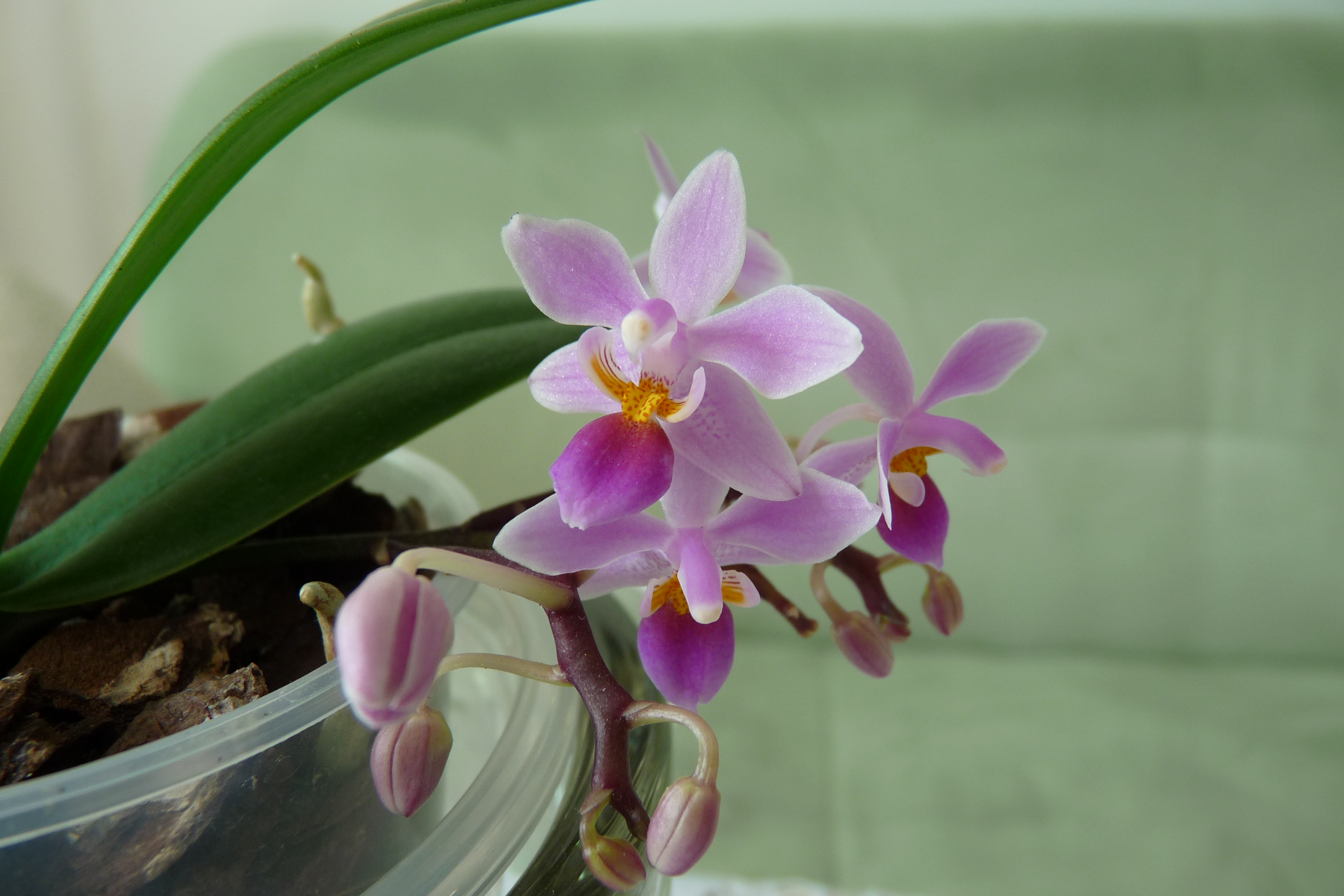